# عيسى حنا دابش
عيسى حنا دابش وهو فنان تشكيلي ونحات ورسام عراقي كلداني ولد في سنة 1919 في بلدة تلكيف في محافظة نينوى في العراق، شارك الفنان جواد سليم في تصميم العلم العراقي في سنة 1958 بعد ثورة 14 تموز 1958 بقيادة عبد الكريم قاسم وكانت له عدة تصاميم أُخرى، التجأ إلى الولايات المتحدة وتوفي هُناك في 29 أغسطس 2006.